# Tancrémont
Tancrémont est un hameau de la commune belge de Theux situé en Région wallonne dans la province de Liège. Le côté nord de route nationale 666 qui traverse le hameau fait partie de la commune de Pepinster.
Il se trouve à 4 kilomètres au sud-ouest de Pepinster sur la route qui va à Louveigné. Son élévation, à 335 mètres, fit de Tancrémont une position de défense de la ville de Liège.

## Curiosités
- Le fort de Tancrémont fit partie de la ligne de défense de Liège durant la Seconde Guerre mondiale.
- Le sanctuaire de Tancrémont est une chapelle où est vénéré un crucifix du IXe siècle appelé « Vieux Bon Dieu de Tancrémont »[1].
- Le château de Tancrémont appartient au domaine privé et ne se visite pas.

Illustrations
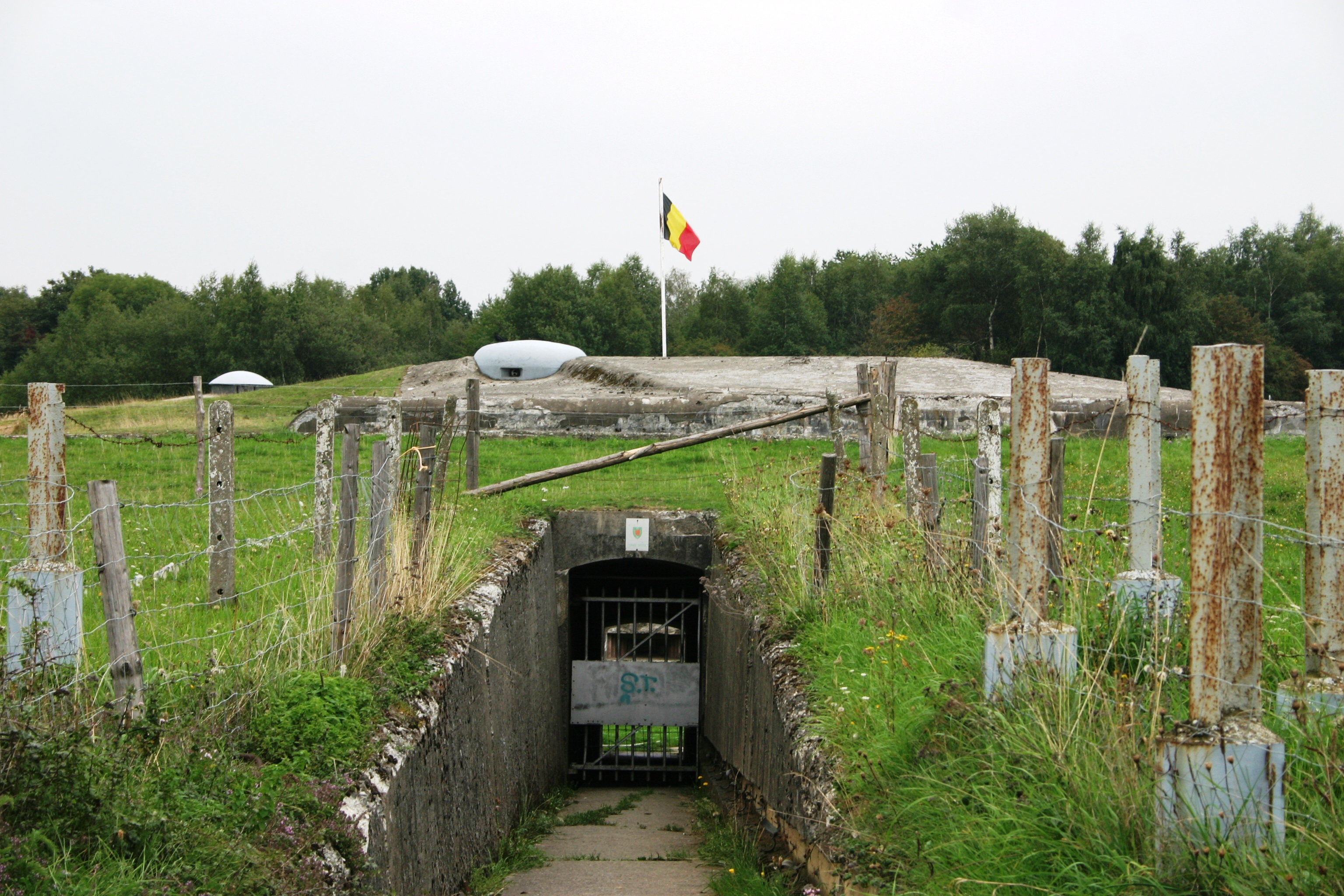
Fort de Tancrémont.
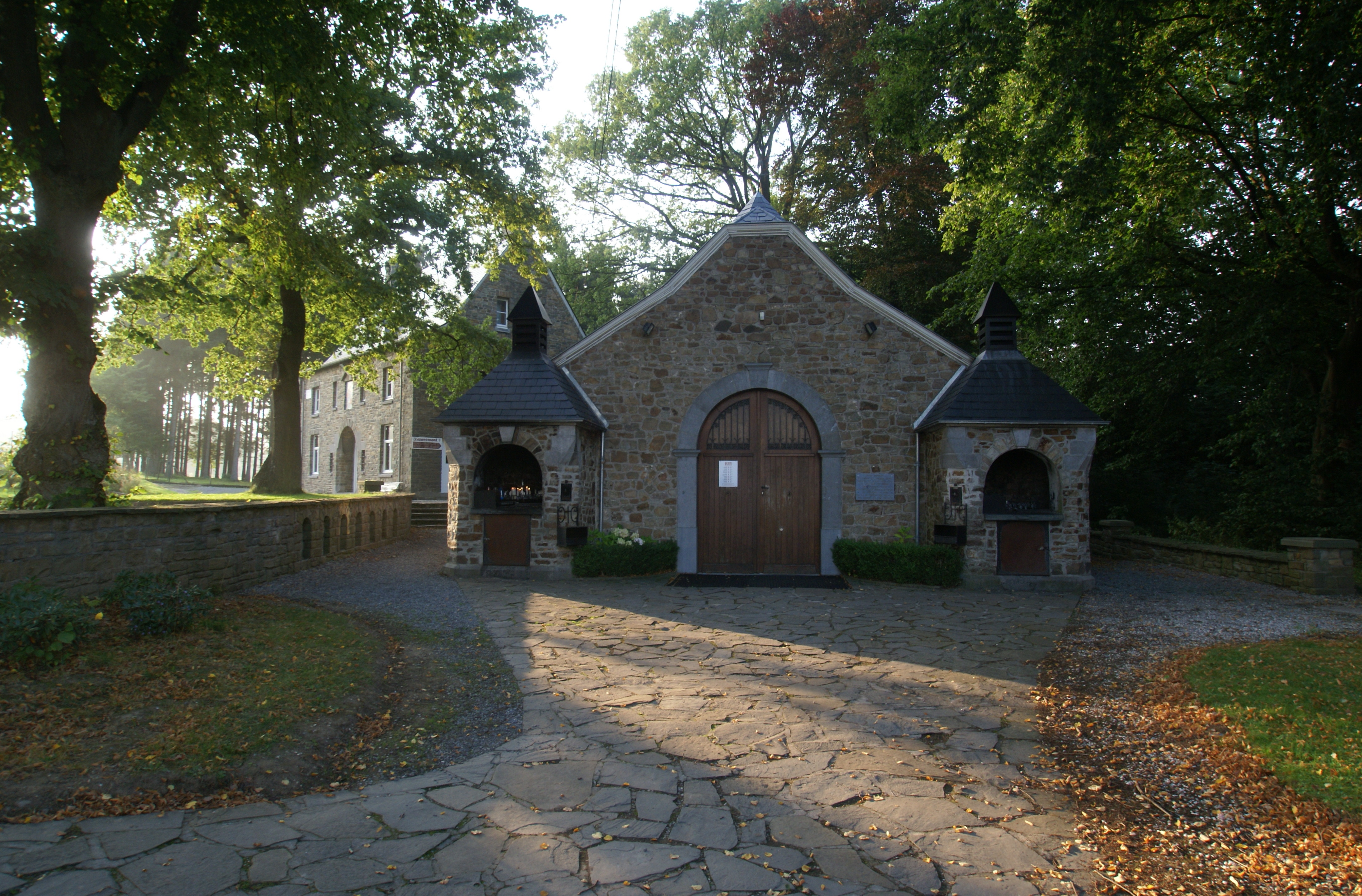
Chapelle de Tancrémont.
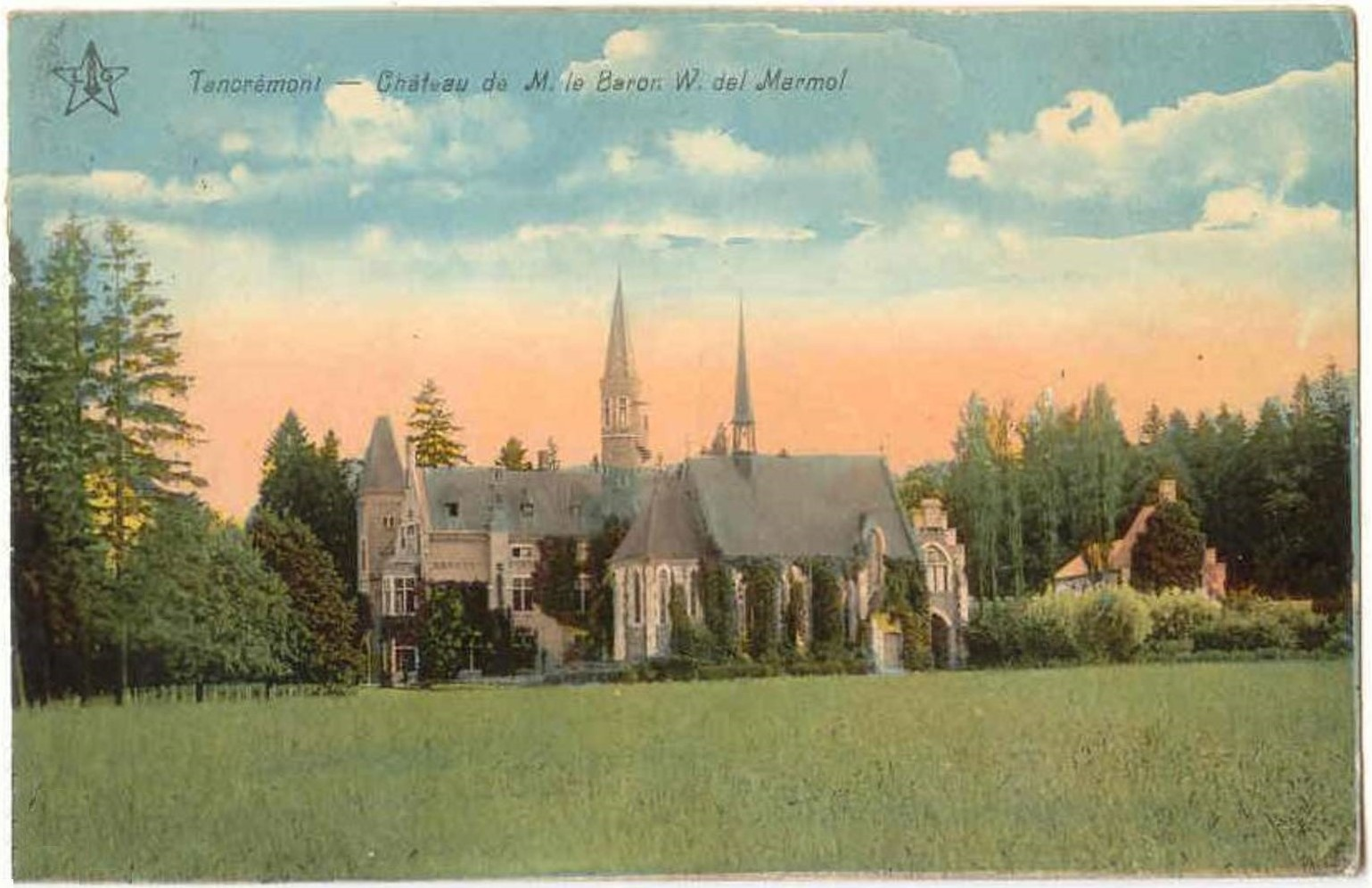
Le château.
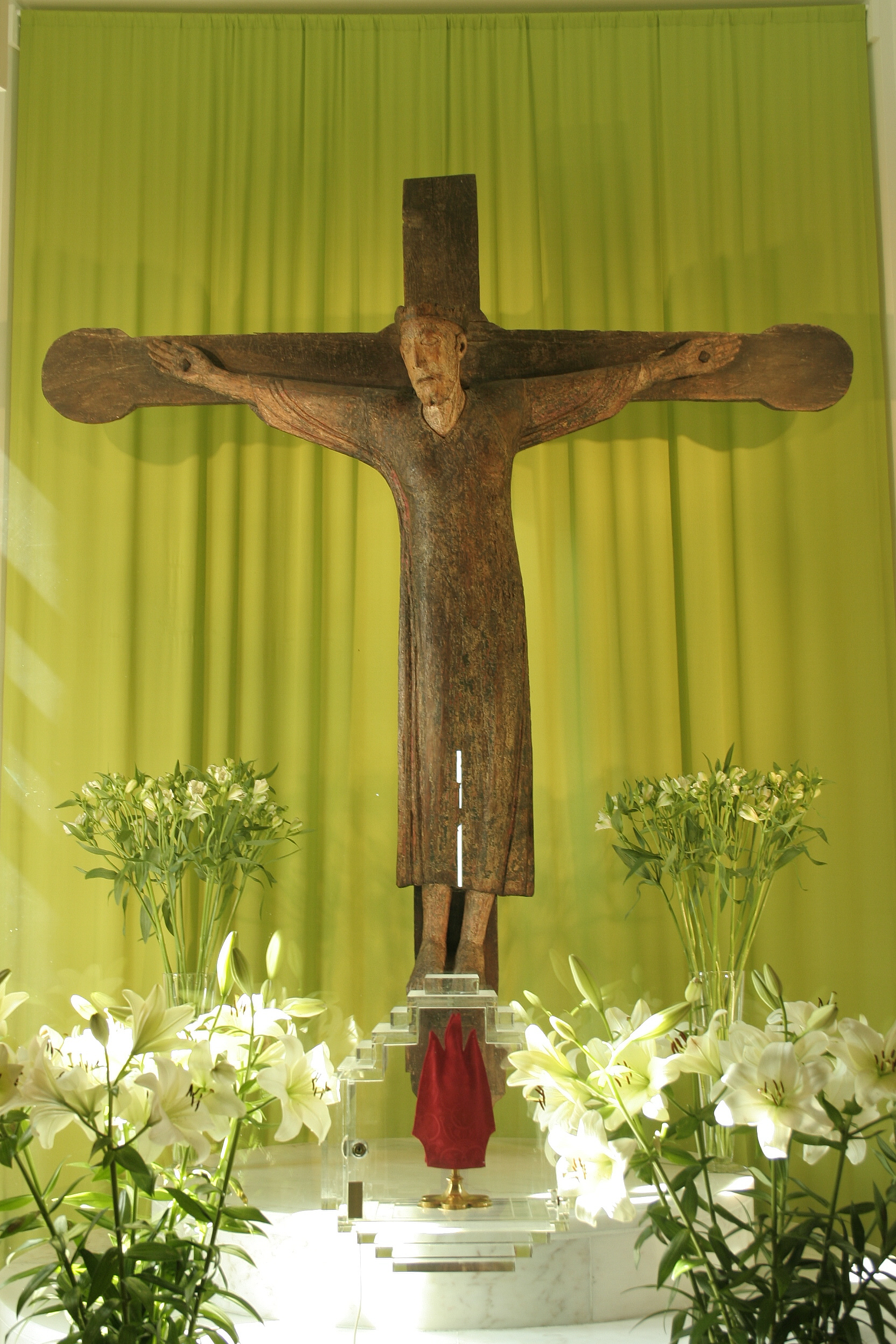
Christ de Tancrémont.

## Gastronomie
Tancrémont est reconnu pour la qualité de ses grandes tartes dites roues de charrette (diamètre d'environ 40 cm) et particulièrement la tarte au riz. Ces tartes sont vendues ou dégustées dans les boulangeries de la localité.